# 에로 하팔라이넨
에로 하팔라이넨(핀란드어: Eero Haapalainen: 1880년 10월 27일 - 1937년 11월 27일)은 핀란드의 공산주의 지도자, 노동조합 운동가이다.
하팔라이넨은 1907년에서 1911년 사이 핀란드 노동조합의 초대 주석을 역임했다. 1918년 핀란드 내전 당시 적핀란드에 가담해 싸웠고, 내전이 적군의 패배로 끝나자 소련으로 도피했다. 그러나 1937년 핀란드 민족주의를 선동한 반혁명 행위 혐의로 처형당했다.

## 생애

### 유년기
에로 하팔라이넨은 핀란드 동부의 쿠오피오에서 태어났다. 모친 빌헬미나 하팔라이넨은 민나 칸트의 섬유상점에서 일한 직원이었고 부친 아로 프레드릭 하팔라이넨은 목수였다. 하팔라이넨은 1901년 쿠오피오 혼성학교를 졸업했다. 학창시절 역사, 수학 방면으로 사교육 과외를 하며 용돈을 벌었다. 부모는 하팔라이넨이 사제가 되기를 원했지만, 하팔라이넨은 어려서부터 노동운동에 참여하기 시작했다. 1901년 헬싱키 대학교에 입학했으나 자금난으로 인해 끝까지 마치지 못하고 1904년 중퇴했다.
하팔라이넨은 사회주의의 이상을 철썩같이 믿었고, 그 이상을 지키기 위해서는 총도 들 수 있다고 생각하는 젊은이들 중 하나였다. 하팔라이넨의 급진주의에 대해서는 첫 번째로 학생 출신 노동운동가들이 원래 급진적인 경향이 있다, 두 번째로 러시아와 스웨덴의 영향을 받았을 것이다, 세 번째로 그냥 그의 성격이 그러했다 등 여러 가지 설명이 있다.
하팔라이넨은 1903년에서 1906년 사이 핀란드 사회민주당 당보인 『튀외미에스』 지 기자로 일했고, 1906년 헬싱키 지역노조 서기, 1907년에는 비푸리의 『튀외』 지 주필을 맡게 되었다.

### 젊은 혁명아
1905년 총파업이 일어나자 하팔라이넨은 국민위병 조직원으로 열성적으로 활동했다.
1906년 하팔라이넨은 스톡홀름에서 열린 러시아 사회민주노동당 제4차 대회에 핀란드 사회민주당 대표로 파견되었다. 같은 해, 하팔라이넨은 비아포리 반란 때 반란군을 지지하는 사민당 측 국민위병으로서 참여했다.
1907년 4월, 하팔라이넨은 핀란드 노동조합(SAJ) 발기대회에서 위리외 시롤라, 에밀 휘퇴넨, 마티 파시부오리 등 7명의 후보들 중 가장 많은 표를 받아 초대 주석으로 선출되었다. 하팔라이넨 체제에서 SAJ는 활동적인 투쟁조직으로 변모했고, 이 때 헬싱키 노동자회관도 건축되었다. 하팔라이넨은 1908년에서 1918년 사이 『핀란드 노동조합』 지의 주필을 겸했다. 1911년 봄, 하팔라이넨은 음주벽을 이유로 노조 주석직에서 물러났지만, 제재노동자협회 대변인으로서 노동운동에 계속 관여했다. 그 뒤 작가로 변모하여 1911년 『협동사회와 노동조합』, 1913년 『노동자 기구와 고용주 연맹』, 1917년 『단체협약과 노동법』 등 책을 출판했다. 하팔라이넨의 책은 시사적이라는 평가를 받았다. 하팔라이넨은 노동자 개개인이 아니라 노동자 집단이 고용주의 협상대상이 되어야 한다고 주장했다. 이 "단체협약" 개념을 처음 사용한 사람이 하팔라이넨이다.
1914년 정치선동죄로 3개월 금고형에 처해졌다.

### 핀란드 내전
1918년 1월 28일 핀란드 내전이 터졌을 때 하팔라이넨은 이미 고참 혁명가가 되어 있었다.
1918년 당시 하팔라이넨은 핀란드 노동자위원회 집행위원회 위원장을 맡았고, 혁명내각인 핀란드 인민대표단에 내무대표로 입각했다. 하팔라이넨은 적위대 총사령으로 임명되었고, 그 직후 전쟁이 시작되었다. 하팔라이넨은 1월 30일부터 3월 20일까지 적위대 총사령을 지냈다. 군사 훈련을 받은 경험은 없지만 그는 전선에서 직접 상황을 지도하고자 했다. 핀란드 사회주의 노동자 공화국 건국 선언도 하팔라이넨이 적위대 총사령으로서 발표했다. 2월에는 작곡가 장 시벨리우스를 아이놀라에서 헬싱키로 안전히 모셔오도록 했다.
적군이 계속 수세에 몰리는 가운데 하팔라이넨은 탐페레에서 쓰러졌고, 비푸리 전선 담당 사령관 에르키 카랼라이넨, 북부전선 사령관 후고 살멜라 등의 도전을 받게 되었다. 결국 하팔라이넨은 3월 20일 강판되고 에이노 라흐야, 아돌프 타이미, 에베르트 엘로란타의 삼두체제가 꾸려졌다. 적위대 수뇌부에서 쫓겨난 하팔라이넨은 4월 말 혁명내각이 비푸리도 도망갈 때 내무대표 자리도 잃게 되었다. 하팔라이넨은 음주벽, 부적절한 행동, 무분별한 총기 사용 등을 이유로 기소되었고, 비푸리 군사법정은 하팔라이넨에게 25일치 감봉과 전선 복무를 선고했다. 하지만 이미 4월 25일이 되면 적군 혁명내각이 소비에트 러시아로 도피했기 때문에 이 명령이 제대로 지켜지지는 않았다. 하팔라이넨은 에드바르드 귈링 등과 함께 비푸리에서 끝까지 싸우기로 했다. 비푸리의 적군 잔당은 극렬히 저항했으나 4월 29일 비푸리는 함락되었고 적위대원들은 항복했다. 하팔라이넨과 귈링은 운 좋게 체포를 면했다. 하팔라이넨은 5월 1일 모터보트를 타고 페트로그라드로 도피했다.

### 소련 도피와 죽음
하팔라이넨은 러시아 공산당에 입당한 한편, 동시에 1918년 8월 창당한 핀란드 공산당 발기인으로 참여했다. 1918년 가을, 하팔라이넨은 핀란드계 노동자 펠릭스 라벨린이 조직한 페름의 노동자 부대에 소속되어 러시아 내전에서 싸웠다. 1919년 여름, 하팔라이넨은 키예프 근교에 간호소를 세워 핀란드 적위대 상이군인들을 치료하고자 했으나 계획이 실현되지 못했다. 페트로그라드로 돌아온 하팔라이넨은 페트로그라드 붉은 장교학교에서 강사를 하면서 또한 붉은 군대 제6핀란드 연대의 정치장교가 되었다. 1920년 3월-4월에는 에스토니아 독립전쟁에 관여하여 핀란드 백위대와 다시 싸웠다.
1920년 여름, 하팔라이넨은 페트로자보츠크로 이동했다. 하팔라이넨은 카렐리야 노동자 코뮌에 여러 자리를 얻었으나 모두 음주벽으로 인해 해임되었다. 하팔라이넨은 칼레발라 읍으로 이동해 번역가 일을 했다. 1925년 초, 하팔라이넨은 핀란드 코민테른 대표로 독일에 파견되었다. 하팔라이넨은 다시 술을 먹기 시작해 3월에 귀국당했다. 이 행동으로 인해 하팔라이넨은 공산당에서 제명당했다. 칼레발라로 돌아간 하팔라이넨은 교사 겸 신문발행인으로 일했다. 1931년 5월 페트로자보츠크의 카렐리야 연구소의 혁명연구부서 부서장을 맡은 것이 그에게 마지막으로 맡겨진 공직이었다. 1935년 10월, 하팔라이넨은 "민족주의자"라는 이유로 제명당했다. 1937년 10월 대숙청이 시작되자 죄수 신세로 전락했다. 11월 20일, 하팔라이넨에게는 10년형이 선고되었으나, 1주일 뒤 페트로자보츠크에서 총살에 처해졌다. 스탈린이 죽고 난 뒤 1957년 5월 하팔라이넨은 복권되었다.

## 저술
- 『왜 내가 임금과 수요공급의 법칙을 묻는가』(Miksi vaadin elantopalkkaa ja kysynnän ja tarjonnan laki): 핀란드 금속노동자 출판, 헬싱키, 1909년
- 『혼자서는 무력하나 조직되면 강대하다』(Olet voimaton yksin, voimakas liitossa). 핀란드 금속노동자 출판, 헬싱키, 1909년
- 『그대 기자들에게 핀란드 노동조합위원회가 고함!』(Kirje sinulle raataja!: Suomen ammattijärjestön toimikunnalta). 헬싱키, 1911년
- 『협동과 노동운동』(Osuustoiminta ja ammattiyhdistysliike). 핀란드 노동조합 출판부 통권 제4권. 헬싱키, 1911년
- 『노동자 기구와 고용주 연맹』(Työväenjärjestöt ja työnantajaliitot). 핀란드 노동조합 출판부 통권 제5권, 헬싱키, 1913년
- 『단체협약과 산업지속성』(Työehtosopimuksesta ja teollisuusperustuslaillisuudesta). 핀란드 노동조합 출판부 통권 제6권, 헬싱키, 1917년
- 『소비에트 연방의 아이들: 학교 교과서』(Neuvostovallan lasten aapinen: oppikirja työkouluja varten). 국유출판, 모스크바, 1924년
- 『노동자 농민의 abc』(Työläisten ja talonpoikain aapiskirja). 국유출판, 모스크바, 1924년
- 『집산경제 그것을 어떻게 조직하는가』(Kollektiivinen talous ja millä tavalla sen järjestämme). 레닌그라드, 1930년
- 『노동자 농민의 abc 붉은 목수』(Työläisen ja talonpojan aapinen Punainen raataja). 레닌그라드, 1930년
- 『핀란드 노동자들의 최초의 부상: 핀란드에서의 1905년 혁명의 회고와 평가』(Suomen työväen ensimäinen nousu: muistelmia ja katsauksia vallankumousvuoden 1905 tapauksiin Suomessa). 레닌그라드, 1931년
- 『핀란드어 교본: 학교, 강좌, 독학용』(Suomenkielen oppikirja: kouluja, kursseja ja itseopiskelua varten), 레닌그라드, 1931년
- 『공산주의의 이식』(Kommuuni Kylväjä); 카렐리야 과학연구소 혁명사연구부문. 페트로자보츠크, 1935년
- V. N. 소콜로프의 『핀란드 적위대의 비아포리 반란 참여에 관하여』(Suomen punakaartilaisten osanotosta Viaporin kapinaan) 중 『비아포리: 1906년의 병사』(Viapori: sotilaskapina v. 1906). 페트로자보츠크 1935년
- 『소비에트의 여성: 소련의 여성의 지위와 생활의 생생한 묘사』(Neuvostoliiton nainen: selostus N-liiton naisten asemasta ja elämästä). 출판되지 않음

## 같이 보기
- 쿨레르보 만네르